# Stan Laurel
Pour les articles homonymes, voir Stan et Laurel.
Arthur Stanley Jefferson, dit Stan « Stanley » Laurel, né le 16 juin 1890 à Ulverston (Lancashire, nord de l'Angleterre) et mort le 23 février 1965 à Santa Monica (États-Unis), est un acteur et réalisateur britannique. 
Avec Oliver Hardy, il forme le célèbre duo comique Laurel et Hardy et est considéré comme un maître du cinéma burlesque. En 1961, Stan Laurel reçoit un Oscar d'honneur pour sa carrière ainsi qu'une étoile sur le Hollywood Walk of Fame.

## Biographie

### Début de carrière
Arthur Jefferson est issu d'une famille de gens du spectacle ; sa mère Madge Metcalfe et son père Arthur J. Jefferson sont acteurs de théâtre. Les études scolaires lassent très vite le jeune Jefferson, qui ne rêve que de « monter sur les planches ». Son père ne contrarie pas sa vocation et, dès 1905, l'aide à trouver ses premiers rôles.
Il débute ainsi dans le music-hall anglais, dans la troupe de Fred Karno et plus particulièrement dans la pantomime dans la pièce Mumming birds. Arthur Jefferson obtient à partir de 1903 une succession de contrats au théâtre, et en 1908, il est engagé dans la troupe de Fred Karno, alors le plus important impresario de spectacles avec des sketches. Le rôle principal est tenu par Charlie Chaplin et Jefferson devient sa doublure. Lorsque Chaplin est présent sur les planches pour jouer le rôle principal, Jefferson joue un peu tous les autres rôles disponibles.

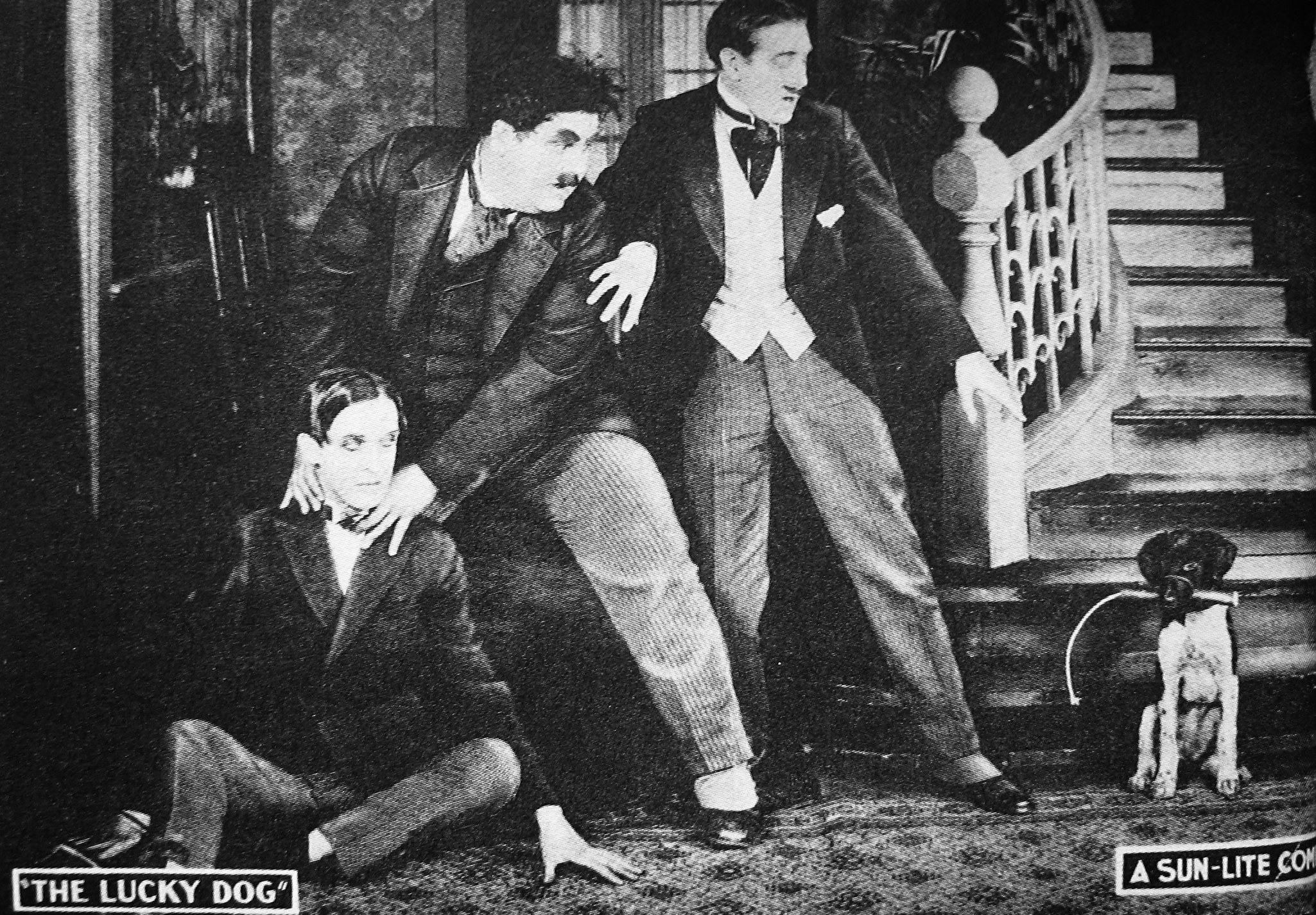
Scène du premier film tourné avec Stan Laurel et Oliver Hardy, Le Veinard, en anglais The Lucky Dog, en 1921.

Fin 1912, la troupe part en tournée aux États-Unis et la pièce prend alors le nom « A night in an English music hall ». La pièce s'arrête peu de temps après alors que la vedette principale « Charlot » est embauchée par le studio Keystone de Hollywood. Jefferson s'installe alors en Californie ; rapidement, il se fait remarquer par le cinéma et tourne pour Universal quelques courts métrages muets pastiches du genre slapstick, un genre d'humour impliquant une part de violence physique volontairement exagérée. Il joue ainsi dans son premier film en 1917 sous le nom de « Stan Jefferson » : Nuts in May. Dans ce film, il joue aux côtés de Mae Dahlberg qui lui conseille de prendre le pseudonyme de « Stan Laurel » pour ses futurs films. Les deux acteurs vivent alors ensemble pendant des années, sans pour autant se marier, Dahlberg étant déjà mariée. Elle porte même le pseudonyme de Mae Laurel lors de plusieurs films.
Il tourne courant 1920 dans le film Le Veinard, en anglais The Lucky Dog, film produit par Gilbert M. Anderson et tourné sur deux bobines. Il s'agit du premier film qu'il tourne aux côtés d'Oliver Hardy. Laurel joue le rôle du héros alors qu'Hardy joue celui d'un voleur. En 1923, il tourne le premier film de sa carrière avec James Finlayson dans The Noon Whistle, La Sirène de midi.
En 1924, il signe un contrat avec Joe Rock, producteur d'Hollywood, pour douze films. À l'occasion de ce contrat, Rock ajoute une clause stipulant que Mae ne peut pas jouer dans les mêmes films que Laurel. Trouvant que l'artiste ne tourne pas aussi vite qu'il le voudrait, Rock propose en 1925 à Mae une somme d'argent et un billet sans retour pour son pays natal : l'Australie. Il disparaît progressivement des écrans pour se consacrer au scénario des films qu'il tourne en tant que réalisateur. Entre autres, il réalise en 1925, Yes, Yes, Nanette pour Hal Roach dans lequel l'acteur principal est James Finlayson, futur acteur d'une trentaine de films avec Laurel et Hardy. Ce dernier a d'ailleurs un rôle dans le film, en tant qu'ancien fiancé de Nanette, alors que Finlayson est le nouveau fiancé.

### Laurel et Hardy
Les deux acteurs se rencontrent une seconde fois sur le tournage de 45 minutes from Hollywood, Scandale à Hollywood, même s'ils n'ont alors aucune scène en commun. Finlayson apparaît également dans le film alors que Laurel n'a qu'une scène de tout le film, le tout sous la direction de Hal Roach. Ils jouent pour la troisième fois ensemble dans le film Maison à louer (Duck Soup), sous la direction de Fred Guiol et avec la collaboration de Leo McCarey. Ce dernier est un des premiers à s'apercevoir du potentiel du duo comique. L'histoire du film est tirée d'un sketch du père de Laurel, Arthur J. Jefferson dans lequel deux vagabonds poursuivis par la police prennent la place de riches bourgeois dans une vaste demeure laissée vacante. Le scénario est réutilisé par la suite lors d'un autre film de Laurel et Hardy : Another Fine Mess — Quelle situation !,.
En 1929, ils jouent le premier film parlant de leur carrière, Unaccustomed as we are, en français On n'a pas l'habitude. Le titre anglais Unaccustomed as we are signifie « Nous n'avons pas l'habitude » souvent complété alors en « Nous n'avons pas l'habitude de parler en public », Unaccustomed as we are to public speaking. Un an plus tard, ils tournent ensemble The Laurel-Hardy Murder Case — La Maison de la peur — un court métrage de 28 minutes sur trois bobines. Il s'agit du premier film dans lequel Hardy prononce à l'encontre de Laurel la phrase de reproche suivante « Here's another nice mess you've gotten me into », en français : « Tu m'as encore mis dans un beau pétrin ». Au cours des futurs films qu'ils tournent ensemble, cette phrase revient régulièrement puisque Oliver Hardy la prononce près de 17 fois.

### Fin de carrière, décès et legs

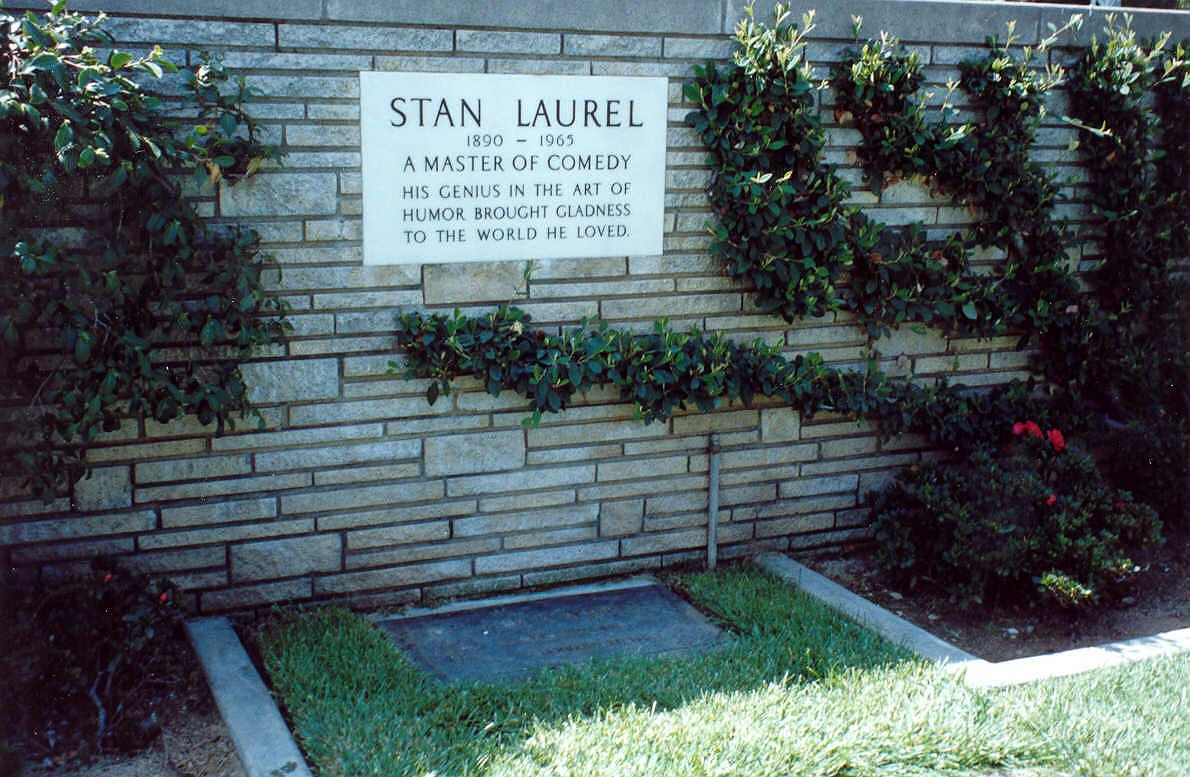
Tombe de Stan Laurel. 1965

Il reçoit en 1961 lors de la 33e cérémonie des Oscars un Oscar d'honneur pour s'être frayé un chemin créateur dans le domaine de la comédie au cinéma. Le texte original de la récompense en anglais est : « for his creative pioneering in the field of cinema comedy ».
En 1963, la Screen Actors Guild lui décerne un trophée pour sa carrière dans le cinéma américain. Il est le second artiste à recevoir cette récompense après Eddie Cantor mais tout comme ce dernier, Laurel ne peut pas aller chercher en personne le trophée, sur ordre du médecin.
Fumeur invétéré jusque vers les années 1960, il décide tout à coup d'arrêter. En janvier 1965, à la suite d'une infection du palais, il subit une série de rayons X. Il meurt des suites d'une crise cardiaque le 23 février 1965 à l'âge de 74 ans à Santa Monica en Californie, dix ans après avoir eu un accident vasculaire cérébral.[réf. nécessaire]
Lors de ses funérailles, l'acteur de films muets Buster Keaton dira : « Charlie Chaplin n'était pas le plus drôle, je n'étais pas le plus drôle. Le plus drôle, c'était lui. » 
Un jour, il avait lancé une boutade : « Si quelqu'un fait la tête à mon enterrement, je ne lui parlerai plus jamais. » 
Incinéré, ses cendres reposent au cimetière du Forest Lawn Memorial Park de Hollywood Hills à Los Angeles en Californie.

## Filmographie
Entre 1917 et son premier film, Nuts in May, et son dernier film en 1927 avec Hardy, il participe à 71 films dont de nombreux sont aujourd'hui perdus. Stan Laurel a été pendant un temps réalisateur et scénariste de films.

### Filmographie de Laurel
Cette liste présente une liste incomplète des films dans lesquels Laurel a joué sans que le duo Laurel et Hardy ne soit formé :
| Année | Date de sortie    | Titre original                           | Nom français                            | Rôle de Laurel                              | Responsabilité technique  | Remarque                                 |
| ----- | ----------------- | ---------------------------------------- | --------------------------------------- | ------------------------------------------- | ------------------------- | ---------------------------------------- |
| 1917  | 31 mars 1917      | Nuts in May                              |                                         |                                             |                           | Premier film avec Mae Dahlberg           |
| 1918  | 8 avril 1918      | Hickory Hiram                            | Hickory Hiram                           | Hickory Hiram                               |                           |                                          |
| 1918  | 22 mai 1918       | Who's Zoo?                               |                                         | Lui-même                                    |                           |                                          |
| 1918  | 3 juillet 1918    | Phoney Photos                            |                                         | Lui-même                                    |                           |                                          |
| 1918  | 23 septembre 1918 | Huns and Hyphens                         |                                         | Membre de gang                              |                           |                                          |
| 1918  | 7 octobre 1918    | Bears and Bad Men                        |                                         | Pete                                        |                           |                                          |
| 1918  | 7 octobre 1918    | No Place Like Jail                       |                                         | L'accusé                                    |                           |                                          |
| 1918  | 3 novembre 1918   | Just Rambling Along                      | Au jour le jour                         | Nervy, le jeune homme                       |                           |                                          |
| 1918  | 18 novembre 1918  | Frauds and Frenzies                      |                                         | Simp, le second prisonnier                  |                           |                                          |
| 1918  | 30 décembre 1918  | O, It's Great to Be Crazy                |                                         | Sam Squirrel                                |                           |                                          |
| 1919  | 5 janvier 1919    | Do You Love Your Wife?                   |                                         | Toby, le concierge                          |                           |                                          |
| 1919  | 2 février 1919    | Hustling for Health                      |                                         | Lui-même                                    |                           |                                          |
| 1919  | 1er mars 1919     | Hoot Mon!                                |                                         | Lui-même                                    |                           |                                          |
| 1921  | octobre 1921      | The Lucky Dog                            | Le Veinard                              | Le jeune homme accusé d'avoir volé le chien |                           | Premier film avec Oliver Hardy           |
| 1922  | 5 avril 1922      | Mixed Nuts                               |                                         | Vendeur de livre                            |                           |                                          |
| 1922  | 4 septembre 1922  | The Egg                                  |                                         | Humpty Dumpty                               |                           |                                          |
| 1922  | 2 octobre 1922    | The Weak-End Party                       |                                         | Le jardinier                                |                           |                                          |
| 1922  | 13 novembre 1922  | Mud and Sand                             |                                         | Rhubarb Vaselino                            |                           |                                          |
| 1922  | 4 décembre 1922   | The Pest                                 |                                         | Jimmy Smith                                 |                           |                                          |
| 1923  | 6 avril 1923      | The Garage                               |                                         | Personnage sans nom                         | Scénariste                |                                          |
| 1923  | 12 février 1923   | When Knights Were Cold                   |                                         | Lord Helpus, a Slippery Knight              |                           |                                          |
| 1923  | 12 mars 1923      | The Handy Man                            |                                         | Rôle principal                              |                           |                                          |
| 1923  | 29 avril 1923     | The Noon Whistle                         | La Sirène de midi                       | Tanglefoot                                  | Scénariste                | Premier film tourné avec James Finlayson |
| 1923  | 13 mai 1923       | White Wings                              |                                         | Balayeur de la rue                          |                           |                                          |
| 1923  | 3 juin 1923       | Under Two Jags                           |                                         | Personnage sans nom                         |                           |                                          |
| 1923  | 17 juin 1923      | Pick and Shovel                          |                                         | Mineur                                      |                           |                                          |
| 1923  | 1er juillet 1923  | Chez le blanchisseur (Collars and Cuffs) |                                         | Employé de la laverie                       |                           |                                          |
| 1923  | 15 juillet 1923   | Kill or Cure                             |                                         | Vendeur porte à porte                       |                           |                                          |
| 1923  | 29 juillet 1923   | Gas and Air                              |                                         | Phillup McCann                              |                           |                                          |
| 1923  | 12 août 1923      | Oranges and Lemons                       | Oranges et citrons                      | Sunkist                                     |                           |                                          |
| 1923  | 2 septembre 1923  | Short Orders                             |                                         | Le serveur                                  |                           |                                          |
| 1923  | 16 septembre 1923 | A Man About Town                         |                                         | Un homme de la ville                        |                           |                                          |
| 1923  | 30 septembre 1923 | Roughest Africa                          | Laurel dans la jungle                   | Professeur Stanislaus Laurello (Big Boss)   |                           |                                          |
| 1923  | 28 octobre 1923   | Frozen Hearts                            | Cœurs givrés                            | Olaf, un passant                            |                           |                                          |
| 1923  | 4 novembre 1923   | The Whole Truth                          |                                         | Le mari                                     |                           |                                          |
| 1923  | 18 novembre 1923  | Save the Ship                            |                                         | Le mari                                     |                           |                                          |
| 1923  | 25 novembre 1923  | The Soilers                              | Le Héros de l'Alaska                    | Bob Canister                                |                           |                                          |
| 1923  | 9 décembre 1923   | Scorching Sands                          |                                         | Lui-même                                    |                           |                                          |
| 1923  | 23 décembre 1923  | Mother's Joy                             | Une riche nature                        | Magnus et Basil Dippytack                   |                           |                                          |
| 1924  | 20 janvier 1924   | Smithy                                   |                                         | Smithy                                      |                           |                                          |
| 1924  | 17 février 1924   | Postage Due                              | Drame au bureau de poste                | Lui-même                                    |                           |                                          |
| 1924  | 16 mars 1924      | Zeb vs. Paprika                          | Le Gagnant du grand prix                | Dippy Donawho                               |                           |                                          |
| 1924  | 13 avril 1924     | Brothers Under the Chin                  |                                         | Personnage sans nom                         |                           |                                          |
| 1924  | 11 mai 1924       | Near Dublin                              | Le Facteur incandescent                 | Con                                         |                           |                                          |
| 1924  | 8 juin 1924       | Rupert of Hee Haw                        |                                         | Le Roi / Rudolph Razz                       |                           |                                          |
| 1924  | 6 juillet 1924    | Wide Open Spaces                         |                                         | Gabriel Cooper                              |                           |                                          |
| 1924  | 3 août 1924       | Short Kilts                              | Écossez-moi                             | Le fils de McPherson                        |                           |                                          |
| 1924  | 30 août 1924      | Mandarin Mix-Up                          |                                         | Sum Sap                                     |                           |                                          |
| 1924  | 1er octobre 1924  | Detained                                 |                                         | Un innocent condamné                        |                           |                                          |
| 1924  | 1er décembre 1924 | Monsieur Don't Care                      |                                         | Rhubarb Vaselino                            |                           |                                          |
| 1924  | 30 décembre 1924  | West of Hot Dog                          | Un homme courageux                      | Stan a Tenderfoot                           |                           |                                          |
| 1925  | 8 avril 1925      | Cowboys Cry For It                       |                                         | Personnage sans nom                         |                           |                                          |
| 1925  | 30 janvier 1925   | Somewhere in Wrong                       |                                         | Un vagabond                                 |                           |                                          |
| 1925  | 28 février 1925   | Twins                                    |                                         | Lui-même et son jumeau                      |                           |                                          |
| 1925  | 30 mars 1925      | Pie-Eyed                                 | Picotin noctambule                      | Personnage saoul                            |                           |                                          |
| 1925  | 30 avril 1925     | The Snow Hawk                            | L'Épervier des neiges                   | Mountie                                     |                           |                                          |
| 1925  | 30 mai 1925       | Navy Blue Days                           | Un bleu dans la marine                  | Lui-même                                    |                           |                                          |
| 1925  | 30 juin 1925      | The Sleuth                               | Plus fort que Sherlock Holmes           | Webster Dingle                              |                           |                                          |
| 1925  | 5 juillet 1925    | Chasing the Chaser                       | Le Piège à maris                        | -                                           | Scénariste et réalisateur |                                          |
| 1925  | 19 juillet 1925   | Yes, Yes, Nanette                        | Yes, Yes, Nanette                       | -                                           | Réalisateur               |                                          |
| 1925  | 30 juillet 1925   | Dr. Pyckle and Mr. Pride                 | Sauce piquante                          | Dr Pyckle et M Pride                        |                           |                                          |
| 1925  | 30 août 1925      | Half a Man                               | N'est pas homme qui veut (Demi-portion) | Winchell McSweeney                          |                           |                                          |
| 1925  | 13 septembre 1925 | Unfriendly Enemies                       |                                         | -                                           | Scénariste et réalisateur |                                          |
| 1925  | 4 octobre 1925    | Moonlight and Noses                      |                                         | -                                           | Scénariste et réalisateur |                                          |
| 1926  | 17 janvier 1926   | What's the World Coming To?              |                                         | Un homme dans le reflet de la vitre         | Scénariste                | Non crédité au générique                 |
| 1926  | 7 février 1926    | Your Husband's Past                      |                                         | -                                           | Scénariste                |                                          |
| 1926  | 21 février 1926   | Wandering Papas                          |                                         | -                                           | Scénariste et réalisateur | Oliver Hardy joue également dans le film |
| 1926  | 14 mars 1926      | Dizzy Daddies                            |                                         | -                                           | Scénariste                |                                          |
| 1926  | 28 mars 1926      | Wife Tamers                              |                                         | -                                           | Scénariste                |                                          |
| 1926  | 18 avril 1926     | Madame Mystery                           | Madame Mystery                          | -                                           | Scénariste et réalisateur | Dernier film de Theda Bara               |
| 1926  | 23 mai 1926       | Don Key (Son of Burro)                   |                                         | -                                           | Scénariste                |                                          |
| 1926  | 27 juin 1926      | Never Too Old                            |                                         | -                                           | Scénariste                |                                          |
| 1926  | 25 juillet 1926   | Along Came Auntie                        | Deux maris, des soucis                  | -                                           | Scénariste                |                                          |
| 1926  | 5 septembre 1926  | Should Husbands Pay?                     |                                         | -                                           | Scénariste et réalisateur |                                          |
| 1926  | 3 octobre 1926    | Wise Guys Prefer Brunettes               |                                         | -                                           | Réalisateur               |                                          |
| 1926  | 31 octobre 1926   | Get 'Em Young                            | Le Mariage de Laurel                    |                                             | Scénariste et réalisateur |                                          |
| 1926  | 7 novembre 1926   | Raggedy Rose                             |                                         | -                                           | Scénariste                |                                          |
| 1926  | 28 novembre 1926  | On the Front Page                        |                                         | Dangerfield                                 | Scénariste                |                                          |
| 1926  | 5 décembre 1926   | The Nickel-Hopper                        |                                         | -                                           | Scénariste                |                                          |
| 1926  | 26 décembre 1926  | 45 Minutes from Hollywood                | Scandale à Hollywood                    | Invité à l'hôtel                            |                           | Oliver Hardy joue également dans le film |

### Films d'archive
À la suite de l'arrêt de sa carrière, Laurel est à l'affiche d'un certain nombre de films de compilation de gags du début du XXe siècle.
| Année | Date de sortie    | Titre original                      | Nom français                                | Rôle de Laurel |
| ----- | ----------------- | ----------------------------------- | ------------------------------------------- | -------------- |
| 1957  | 4 septembre 1959  | The Golden Age of Comedy            |                                             | Lui-même       |
| 1960  | 29 mars 1960      | When Comedy Was King                |                                             | Lui-même       |
| 1961  | 26 janvier 1962   | Days of Thrills and Laughter        |                                             | Lui-même       |
| 1962  | 1962              | Nickelodeon days                    |                                             | Lui-même       |
| 1963  | 10 février 1963   | 30 Years of Fun                     |                                             | Lui-même       |
| 1964  | 16 décembre 1966  | The Big Parade of Comedy            |                                             | Lui-même       |
| 1965  | 1965              | Zebra in the Kitchen                |                                             | Lui-même       |
| 1965  | 1966              | Laurel and Hardy's Laughing 20's    |                                             | Lui-même       |
| 1967  | 1967              | The Crazy World of Laurel and Hardy |                                             | Lui-même       |
| 1968  | 19 septembre 1970 | Further Perils of Laurel and Hardy  |                                             | Lui-même       |
| 1970  | septembre 1970    | 4 Clowns                            |                                             | Lui-même       |
| 1975  | 1975              | Hooray for Hollywood                |                                             | Lui-même       |
| 1976  | 1976              | That's Entertainment, Part II       | Il était une fois Hollywood, seconde partie | Lui-même       |
| 1982  | 1982              | Dance of the Cookoos                |                                             | Lui-même       |

## Vie privée
Arthur Stanley Jefferson est le second fils issu du mariage en 1884 de Arthur J. « AJ » Jefferson et Margaret Metcalfe. Ils ont cinq enfants : Beatrice Jefferson (16 décembre 1884 — 1978), Gordon Jefferson (3 février 1885 — octobre 1938), Sydney Jefferson (30 avril 1889 — 10 septembre 1889), Arthur Stanley Jefferson (16 juin 1890 — 23 février 1965) et Edward Jefferson (1er avril 1900 — 17 décembre 1933). Margaret Metcalfe décède le 1er décembre 1908 et AJ Jefferson se remarie en 1912 à Londres avec Venitia Matilda Parrey.
Stan Laurel a été marié à cinq reprises. Sa première épouse est Lois Nelson (1895-1990) qu'il épouse le 13 août 1926 et avec qui il a deux enfants. Une première fille naît en 1927 du couple et elle porte le prénom de sa mère, Lois (décédée en 2017). En 1930, Lois junior a un frère cadet mais il meurt neuf jours plus tard alors que Stan Laurel tourne The Laurel-Hardy Murder Case. Laurel divorce de Lois Nelson en 1934[réf. nécessaire] et épouse en avril 1934 Virginia Ruth Rogers (1907-1976). Ils passent un peu plus de deux ans ensemble avant de divorcer le 24 décembre 1936.
Le 1er janvier 1938, il épouse Vera Ivanova Shuvalova, mais il divorce en mai 1939 pour épouser une nouvelle fois Virginia Rogers en janvier 1941. Cette nouvelle tentative ne marche pas mieux que la première fois puisqu'ils divorcent en avril 1946. Il épouse finalement Ida Kitaeva (1899-1980) le 6 mai 1946. Ils restent mariés jusqu'à la mort de Laurel, le 23 février 1965.

## Postérité
Steve Coogan tient le rôle de Stan Laurel dans Stan et Ollie (Stan & Ollie), biopic américano-britannico-canadien réalisé par Jon S. Baird, sorti en 2018 et évoquant la fin de carrière du duo comique Laurel et Hardy. L’astéroïde (2865) Laurel est nommé en honneur de Stan Laurel.